# Roma (Il Tre)
Roma è un singolo del rapper italiano Il Tre, pubblicato il 17 marzo 2023 come primo estratto dal secondo album in studio Invisibili.

## Tracce
1. Roma – 2:30

## Classifiche
| Classifica (2023) | Posizione massima |
| ----------------- | ----------------- |
| Italia            | 83                |